# Oracle de Telmessus
L'oracle de Telmessus era un oracle dedicat a Apol·lo a la ciutat de Telmesos, a Lícia, que s'ocupava principalment de la interpretació dels somnis que se li plantejaven, però també d'altres fets estranys o extraordinaris.
Heròdot explica que aquell oracle tenia molta fama. Diu que en temps del rei Cresos, rei de Lídia, els suburbis de Sardes es van omplit¡r de serps, i els cavalls van deixar de pasturar i les van perseguir per menjar-se-les. Cresos va entendre que era un presagi i va enviar emissaris a l'oracle de Telmessus, que van arribar al lloc i van escoltar de boca dels intèrprets el que significava aquell fet. però no van poder informar a Cresos perquè mentre tornaven a Sardes per mar, el rei de Lídia va ser capturat per Cir II el Gran. Heròdot diu que el presagi anunciava l'atac al regne de Lídia d'un exèrcit estranger que quan arribés sotmetria a tota la població. Explicaven que la serp és filla de la terra i el cavall l'enemic que venia de fora.
Proper hi havia un segon oracle, on una font mostrava als que consultaven, una imatge amb la resposta.